# Фідеріс
Фідеріс (нім. Fideris) — громада  в Швейцарії в кантоні Граубюнден, регіон Преттігау/Давос.

## Географія
Громада розташована на відстані близько 175 км на схід від Берна, 18 км на північний схід від Кура.
Фідеріс має площу 25,4 км², з яких на 3,1% дозволяється будівництво (житлове та будівництво доріг), 58,7% використовуються в сільськогосподарських цілях, 28,7% зайнято лісами, 9,4% не є продуктивними (річки, льодовики або гори).

## Демографія
2019 року в громаді мешкало 595 осіб (-2,9% порівняно з 2010 роком), іноземців було 6,4%. Густота населення становила 23 осіб/км².
За віковим діапазоном населення розподілялося таким чином: 19,2% — особи молодші 20 років, 58,2% — особи у віці 20—64 років, 22,7% — особи у віці 65 років та старші. Було 256 помешкань (у середньому 2,3 особи в помешканні).
Із загальної кількості 217 працюючих 56 було зайнятих в первинному секторі, 64 — в обробній промисловості, 97 — в галузі послуг.